# Důl Frenštát
Důl Frenštát je nečinný černouhelný důl uvedený v roce 1991 do konzervačního provozu. V tomto režimu jej udržovala společnost OKD, v současné době spadá již pod státní podnik DIAMO. Dvě vybudované těžební věže se nacházejí nedaleko Frenštátu pod Radhoštěm v okrese Nový Jičín. Těžní zařízení na těchto dvou jamách jsou však jen pro průzkum a prvotní výstavbu a nynější konzervační režim, nikoli pro těžbu.  Důl Frenštát je součástí utlumovaných dolů pod s. p. DIAMO, o. z. DARKOV, s názvem Útlum-Jih, Frenštát ( dříve Důl Paskov, jehož součástí je neaktivní černouhelný důl v likvidaci Staříč a již zlikvidované Sviadnov,Chlebovice a vlastní uzavřený důl Paskov ležící na území okresu Frýdek-Místek. Dne 14. srpna 2023 byla na dole symbolicky ukončena činnost a důl bude postupně likvidován.

## Historie
Průzkumy geologického podloží v okolí Frenštátu pod Radhoštěm probíhaly především v 60. a 70. letech 20. století. Původní projekt počítal se vznikem skupinového dolu Frenštát, jehož součástí mělo být pět samostatných dolů. V roce 1982 byla vyhloubena důlní jáma 4 plánovaného dolu Frenštát-západ. O rok později došlo k vyhloubení jámy 5 do hloubky 1088 metrů. V roce 1988 bylo z jámy 5 dopraveno na povrch první uhlí z hloubky 885 metrů. Na přelomu 80. a 90. let docházelo k útlumu těžby uhlí na Ostravsku, a tak byl důl Frenštát uveden v roce 1991 do konzervačního provozu. Ještě v roce 1994 došlo k dokončení hloubení jámy 4 na konečnou hloubku 903 m, avšak v té době došlo k úplnému zastavení těžebních prací. Obvodní báňský úřad v Ostravě uvedl důl do konzervačního režimu v roce 1991, ten měl trvat do roku 2003. Po roce 2003 prodloužil tento stav na neurčito. Konzervační režim zahrnuje čerpání důlních vod, větrání dolu, kontrolní a inspekční činnost. Důl Frenštát nebyl nikdy zprovozněn pro těžbu uhlí a roku 2023 bylo definitivně rozhodnuto o jeho likvidaci.

## Současnost
Důlní pole na Frenštátsku se rozkládá na celkové ploše přibližně 63 km² a je rozděleno do dvou důlních polí, a to Frenštát-západ o rozloze přibližně 34 km² a Frenštát-východ o rozloze přes 29 km². Odhadované zásoby uhlí se pohybují na hodnotě přibližně 1,6 miliardy tun černého uhlí. Těžební lokalita zahrnuje katastry obcí a měst Frenštát pod Radhoštěm, Trojanovice, Kunčice pod Ondřejníkem, Čeladná, Kozlovice, Pstruží, Rožnov pod Radhoštěm, Tichá, Bordovice, Veřovice a Lhotka na území okresů Nový Jičín, Frýdek Místek a Vsetín.
V roce 2011 podalo vedení obce Trojanovice návrh na zbouraní 53 budov dolu Frenštát, které mají propadlé kolaudační rozhodnutí. Stavební úřad ve Frenštátě pod Radhoštěm rozhodl o demolici budov a nevyhověl žádosti společnosti OKD o dalším využívání budov. Vedení společnosti OKD podalo odvolání Krajskému úřadu Moravskoslezského kraje, ten však potvrdil předchozí výrok frenštátského stavebního úřadu. Případ se dostal až ke Krajskému soudu v Ostravě, který demolici budov odložil. Celým případem by se měly rovněž zabývat také živnostenský a báňský úřad, podnět k prošetření podalo úřadům sdružení Naše Beskydy. Výrok stavebního úřadu ve Frenštátě o demolici budov se mimo jiné opíral také o závazné stanovisko Chráněné krajinné oblasti Beskydy, která těžbu na Frenštátsku odmítá. Celkové náklady na udržení dolu Frenštát představují 60 milionů korun (2016)